# Primulina subrhomboidea
Primulina subrhomboidea là một loài thực vật có hoa trong họ Tai voi (Gesneriaceae). Loài này có ở Quảng Tây (Trung Quốc); được W.T.Wang mô tả khoa học đầu tiên năm 1981 dưới danh pháp Chirita subrhomboidea. Năm 2011, Yin Z.Wang chuyển nó sang chi Primulina.